# Acacia quadriglandulosa
Acacia quadriglandulosa é uma espécie de leguminosa do gênero Acacia, pertencente à família Fabaceae.